# Cerithiopsis bilineata
Cerithiopsis bilineata is een slakkensoort uit de familie van de Cerithiopsidae. De wetenschappelijke naam van de soort is voor het eerst geldig gepubliceerd in 1848 door Hoernes.